# Motocicleta a diesel
Motocicleta a diesel é um motociclo equipado com motor a diesel.
Em geral, tal motor apresenta baixa relação peso-potência sendo, portanto, inadequado para uso em motocicletas que exigem baixo peso, tamanho compacto, Rpm elevado e aceleração rápida. Nos anos 1980, as forças da OTAN na Europa padronizaram todos os seus veículos para operarem usando diesel como combustível. Algumas forças tinham frotas de motocicletas e testes foram conduzidos para usar motores diesel nas mesmas. Os motores monocilíndricos refrigerados a ar construídos pela Lombardini da Itália foram usados e tiveram algum sucesso. Isto levou alguns países a equiparem suas motos com propulsores a diesel.
Em 2005, o Corpo de Fuzileiros Navais dos Estados Unidos adotou o M1030M1, um motociclo fora de estrada baseado na Kawasaki KLR650, e o equipou com um motor projetado para funcionar com diesel ou JP-8 (combustível para aviação). Uma vez que outros veículos táticos dos EUA, como o veículo utilitário HMMWV e o tanque M1 Abrams, também usam o JP-8, a adoção de uma motocicleta movida pelo mesmo combustível facilitaria a logística.
O desenvolvimento adicional da Universidade de Cranfield e da Hayes Diversified Technologies, sediada na Califórnia, levou à produção da motocicleta Kawasaki KLR650 para uso militar. O motor desta motocicleta é um quatro cilindros refrigerado a líquido, monocilíndrico, que desloca 584cc.
Na Índia, as motocicletas fabricadas pela Royal Enfield podiam ser compradas com motores a diesel monocilíndricos de 325 cc, porque o diesel, na época, era muito mais barato que a gasolina e de melhor qualidade. Esses motores eram barulhentos, robustos e não eram muito populares devido ao baixo desempenho e aos problemas resultantes do maior peso. Os motores foram originalmente projetados para uso em aplicações comerciais, como geradores e bombas hidráulicas.
Em Dezembro de 2006, várias empresas produziam motocicletas a diesel.
No Brasil, vigora uma proibição de equipar veículos leves, incluindo as motos, com motores a diesel.

## Conversões
Uma opção popular de conversão é instalar um motor diesel industrial, um ou dois cilindros (Hatz ou Runsun, por exemplo) num quadro modificado de uma Royal Enfield da Índia. Uma alternativa é usar motores diesel industriais ou motores a diesel de automóveis compactos. Quadros são modificados ou de construção própria. Motores estacionários são usados em motocicletas de fabricação artesanal.
|                                        |                                           |
| Moto a diesel de fabricação "caseira". | Motor a diesel adaptado numa motocicleta. |

## Veículos de produção

### Sommer Diesel 462

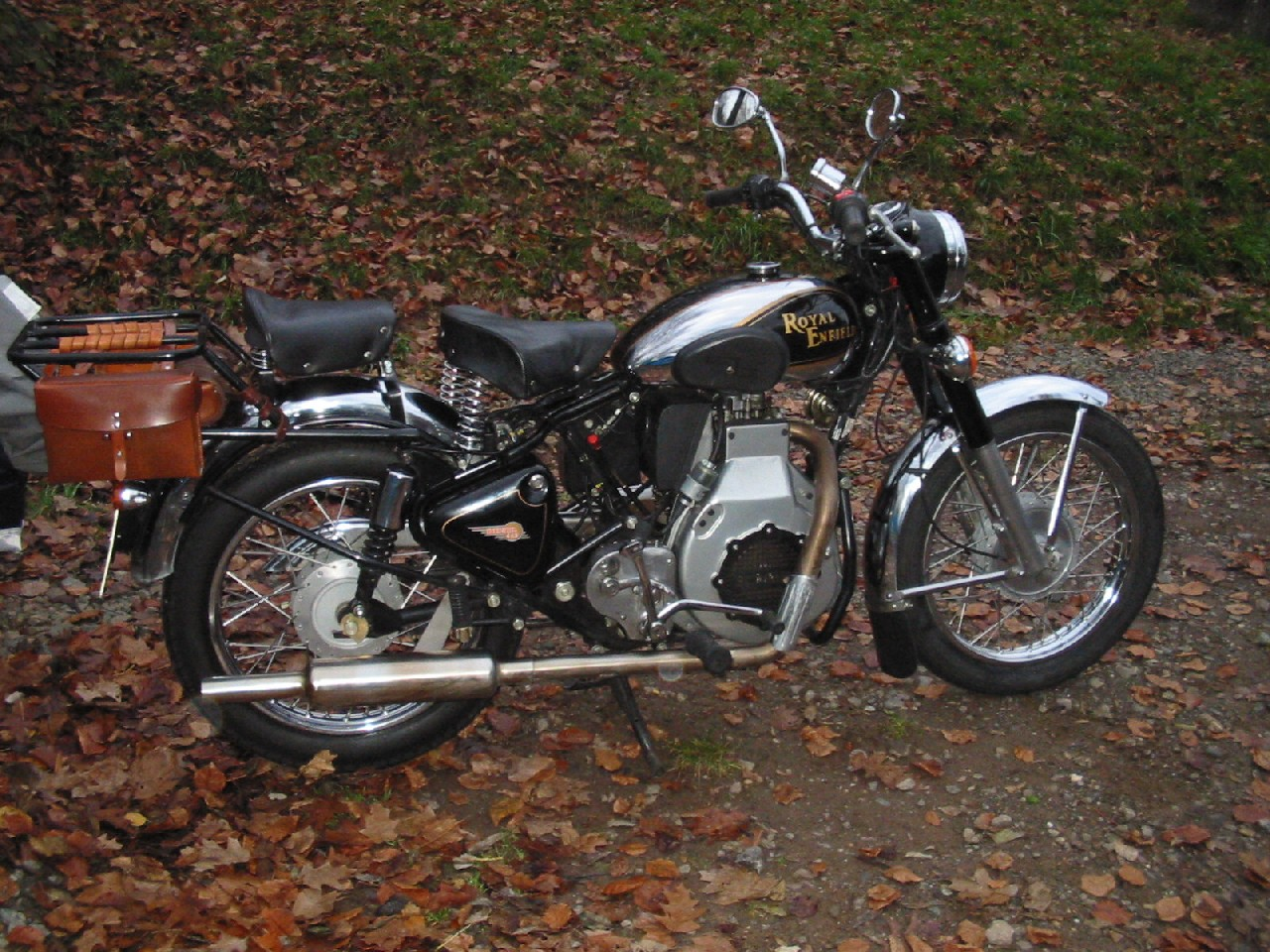
Sommer "Royal Enfield" a diesel.

A alemã Sommer Motorradtechnik produz a Sommer Diesel 462. É equipada com motor Hatz a diesel. A motocicleta da Sommer é montada à mão em pequenos lotes em Eppstein. Alguns componentes das rodas e engrenagens podem ser fornecidos pela Royal Enfield da Índia. O quadro é construído na Alemanha desde 2011 e, recebeu melhorias em relação ao antigo.

### Track T-800 CDI

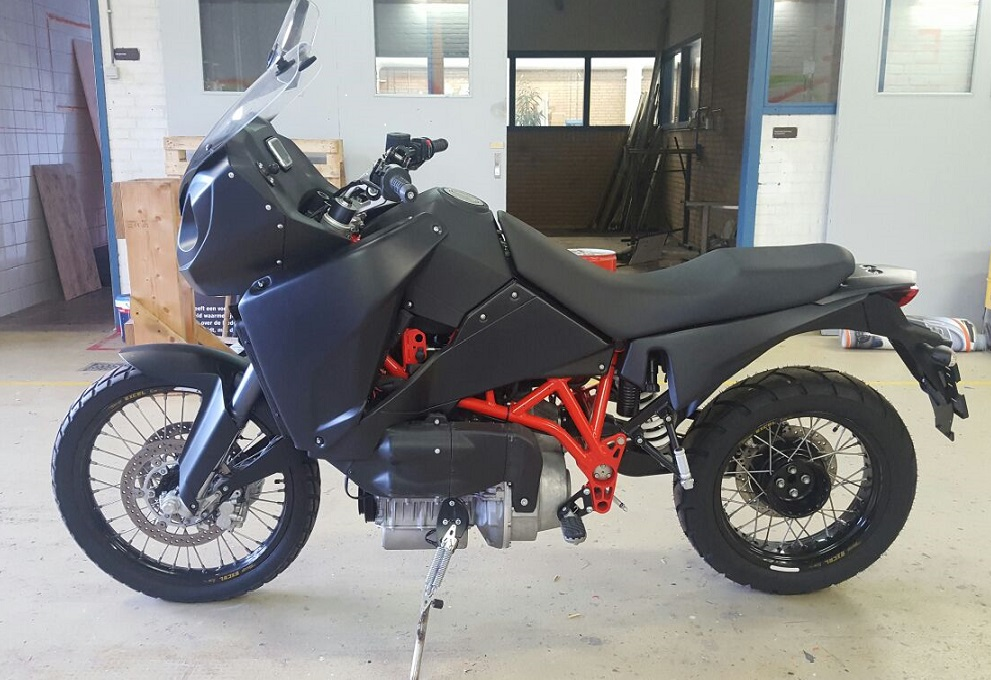
Track T-800 CDI.

A Track T-800 CDI tem um motor turbo a diesel de três cilindros e common-rail de 800cc desenvolvido pela Mercedes-Benz usado no Smart e numa série de outros produtos, incluindo hovercrafts. Opera com uma ECU especificamente desenvolvida para a motocicleta. Tem uma unidade de eixo cardã (BMW Cruiser) e usa uma CVT (transmissão continuamente variável). O sistema de aceleração é conectado a um acelerador eletrônico. A holandesa EVA Products BV começou a vender a motocicleta a diesel em 2009. No final de 2012, a EVA Products BV suspendeu suas operações quando a produção chegou a um impasse. Estima-se que 50 motocicletas foram colocadas na estrada.

### Royal Enfield

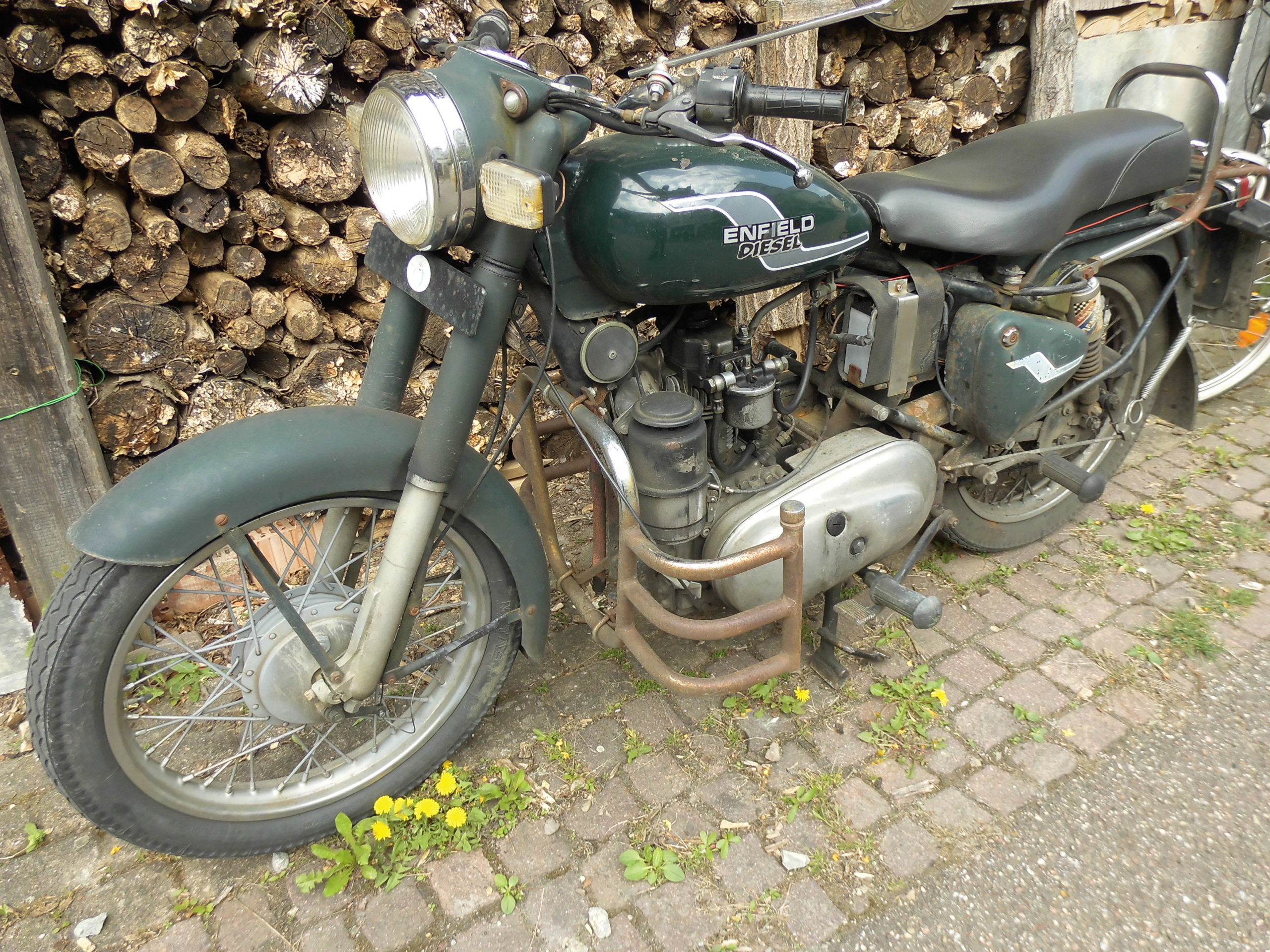
Royal Enfield.

A Royal Enfield na Índia foi a única fabricante que construiu uma motocicleta a diesel em larga escala em nos anos 1980. Um motor diesel industrial foi instalado num quadro de Royal Enfield britânica. No entanto, devido às leis ambientais de controle da poluição, esta moto não é mais produzida. Inicialmente, mecânicos de rua montavam esse motor em motos usadas, como a retrô Royal Enfield Bikes, com o motor reconstruído de 350 cc. Ao ver o sucesso dessas motos, a Royal Enfield começou a fabrica-las com o motor diesel e nomeou-as "Taurus". A Taurus estava disponível com uma partida elétrica em 1993.
Uma empresa sediada em Saharanpur (incorporação municipal de Uttar Pradesh, norte da Índia), a Sooraj Automobiles produz motocicletas com caixa de câmbio Royal Enfield equipadas com motores a diesel Lombardini 325cc. A empresa anunciou que a mesma apresenta um consumo de combustível de 80 km/l, e a maioria ainda está em condições de funcionamento.
Com a concorrência cada vez mais acirrada, a Royal Enfield, empresa de fabricação de motocicletas mais antiga da Índia, está explorando novos segmentos de mercado, com a ideia de motores maiores e variantes a diesel. Planeja trazer motos movidas a diesel de volta ao mercado indiano, um projeto para o qual o trabalho está em andamento.

### Hayes Diversified Technologies M1030M1

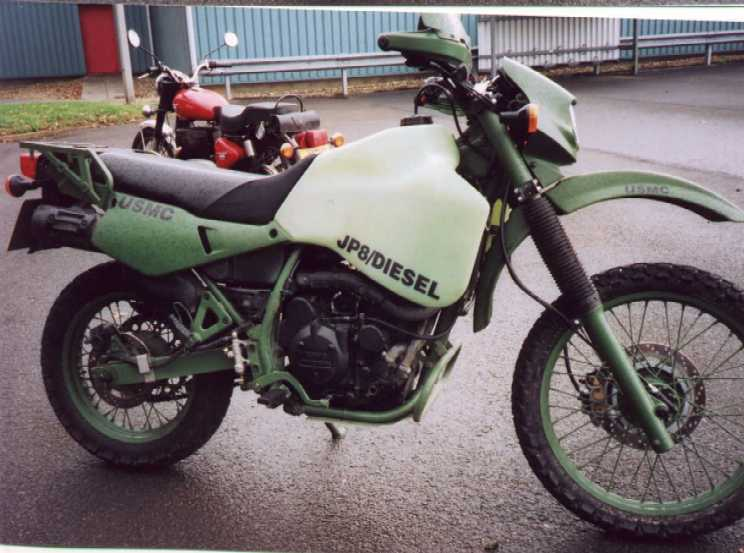
M1030M1 militar.

Após vários anos de desenvolvimento do motor na Universidade de Cranfield, a HDT M1030M1 entrou em serviço. É produzida pela Hayes Diversified Technologies (HDT), e é baseada numa modificação da Kawasaki KLR650. A velocidade máxima é de aproximadamente 145km/h e o consumo de combustível anunciado é de 2,5 L / 100 km  numa velocidade de 89km/h. As M1030M1 participaram com sucesso do British National Rally e do Bonneville Speedway no Bonneville Salt Flats.
O Corpo de Fuzileiros Navais dos Estados Unidos comprou 440 M1030M1, sob o nome M1030M1 JP8/Diesel. A motocicleta militar M1030M1E AVTUR/Diesel é vendida para os britânicos e membros europeus da OTAN. Uma versão planejada para o mercado civil, a D650A1 "Bulldog", teve seu lançamento previsto inicialmente em Março de 2006 mas, devido ao aumento da demanda militar para o M1030M1, a produção da "Bulldog" foi adiada indefinidamente.
No verão de 2010, na Eurosatory, uma exposição francesa de contratantes de defesa, a HDT apresentou ao HDT 1030M2, uma grande atualização da HDT1030M1. A principal mudança na 1030M2 é o motor de 670cc atualizado, com capacidade multicombustível, que produz 20% a mais de potência. Uma tecnologia patenteada chamada MAC-C1, permite que este motor use, não apenas gasolina automotiva padrão e diesel para caminhão, mas cinco tipos principais de combustível para aviação e mesmo o mais pesado biodiesel à base de óleo vegetal. Até Setembro de 2010, nenhum pedido fora feito. Motos a diesel de Fred Hayes conquistaram segundo e quarto lugares no Craig Vetter Economy Challenge de 2011.

### Star Twin Thunder Star 1200 TDI

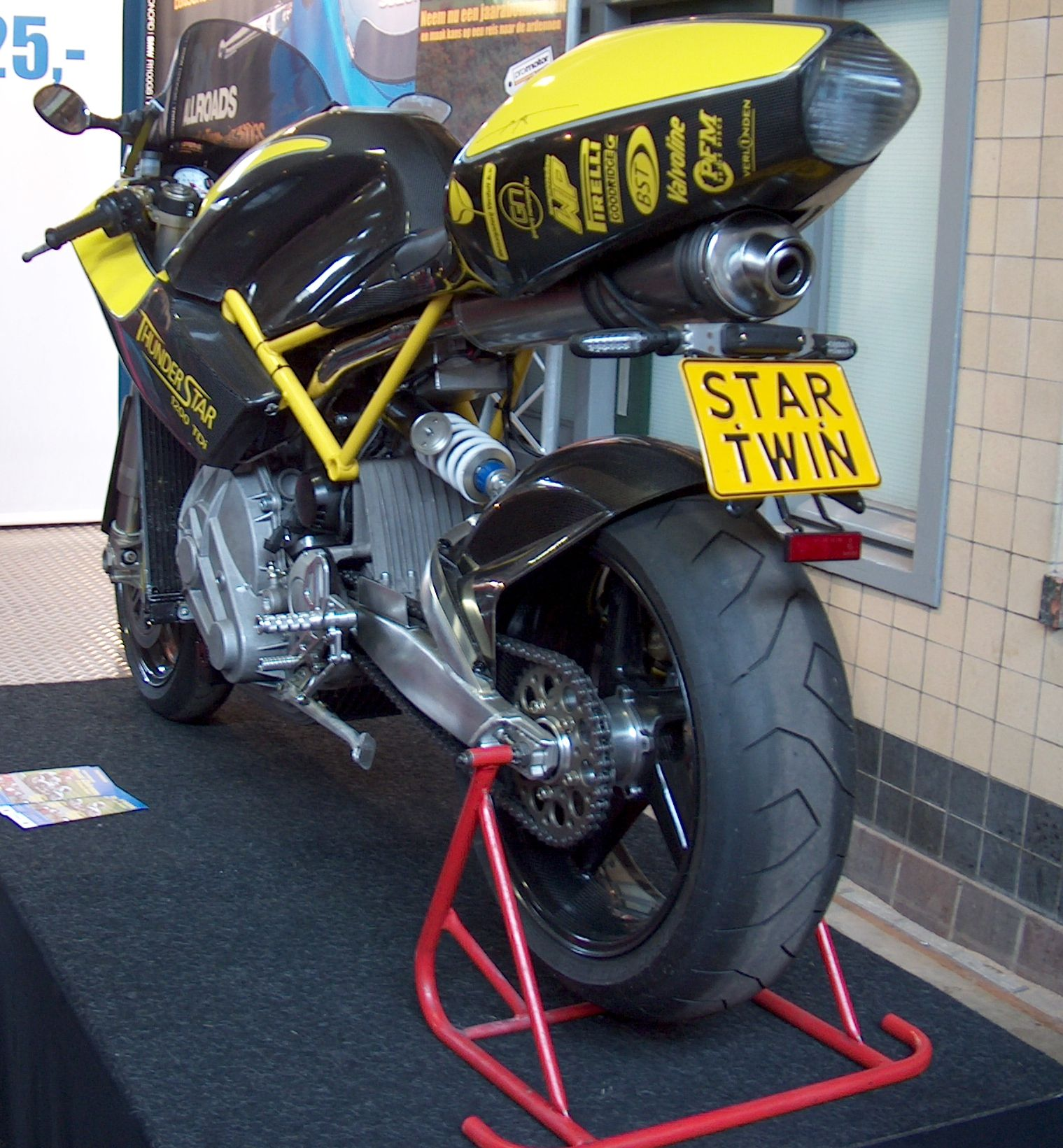
Protótipo da Star Twin Thunderstar 1200 TDI.

A Star Twin Motors produziu a Thunder Star 1200 TDI, que usava o motor a diesel modificado do Volkswagen Lupo de 1,2 litros em um novo cárter com transmissão de 5 marchas.

### Neander

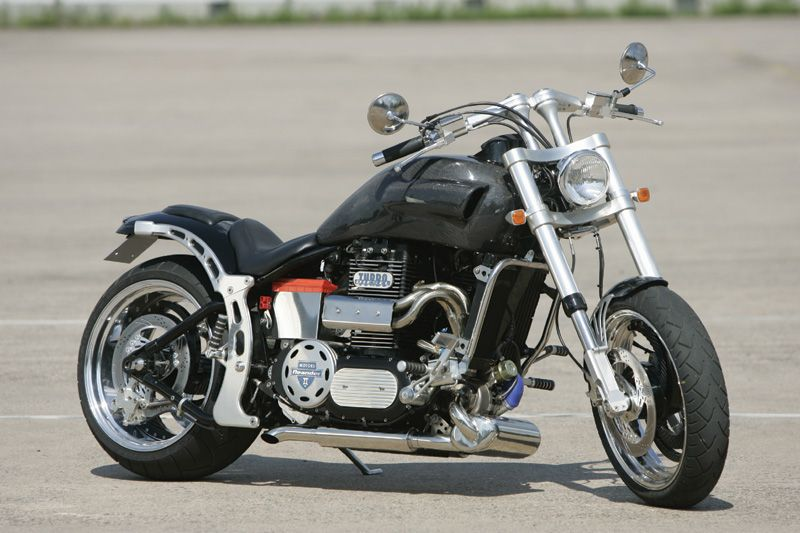
Protótipo da Neander.

A Neander usa um motor a diesel de dois dois cilindros em linha com dois virabrequins em rotações opostas o que, segundo o fabricante, eliminaria as vibrações do motor. É a primeira moto com turbo-diesel fabricada em série. A Neander Motors planejava produzir 99 destas motos em 2007.